# 穆罕默德·卡齐米
穆罕默德·卡齐米（波斯語：محمد کاظمی；1961年7月11日—2025年6月15日）是伊朗情报官员和伊斯兰革命卫队准將。2013年，卡齐米出任伊朗伊斯兰革命卫队安全信息部负责人。2022年起他出任伊朗伊斯蘭革命卫队情报機構負責人。2024年10月，卡齐米遭到英国制裁。2025年6月以色列袭击伊朗期间卡齐米被炸身亡。